# Ustrój polityczny Liechtensteinu
Ustrój polityczny Liechtensteinu określa Konstytucja Liechtensteinu ustanowiona w 15 października 1921. Według Konstytucji Liechtenstein jest związkiem państwowym (niem. Staatsverband) dwóch regionów, obejmujących jedenaście gmin. Liechtenstein formalnie jest konstytucyjną monarchią dziedziczną, demokratyczną i parlamentarną, w której podmiotem władzy są razem Książę i Naród.
Pomimo formalnej niepodległości i niezależności, księstwo połączone jest ze Szwajcarią unią celną, walutową i gospodarczą (od 1923 roku).

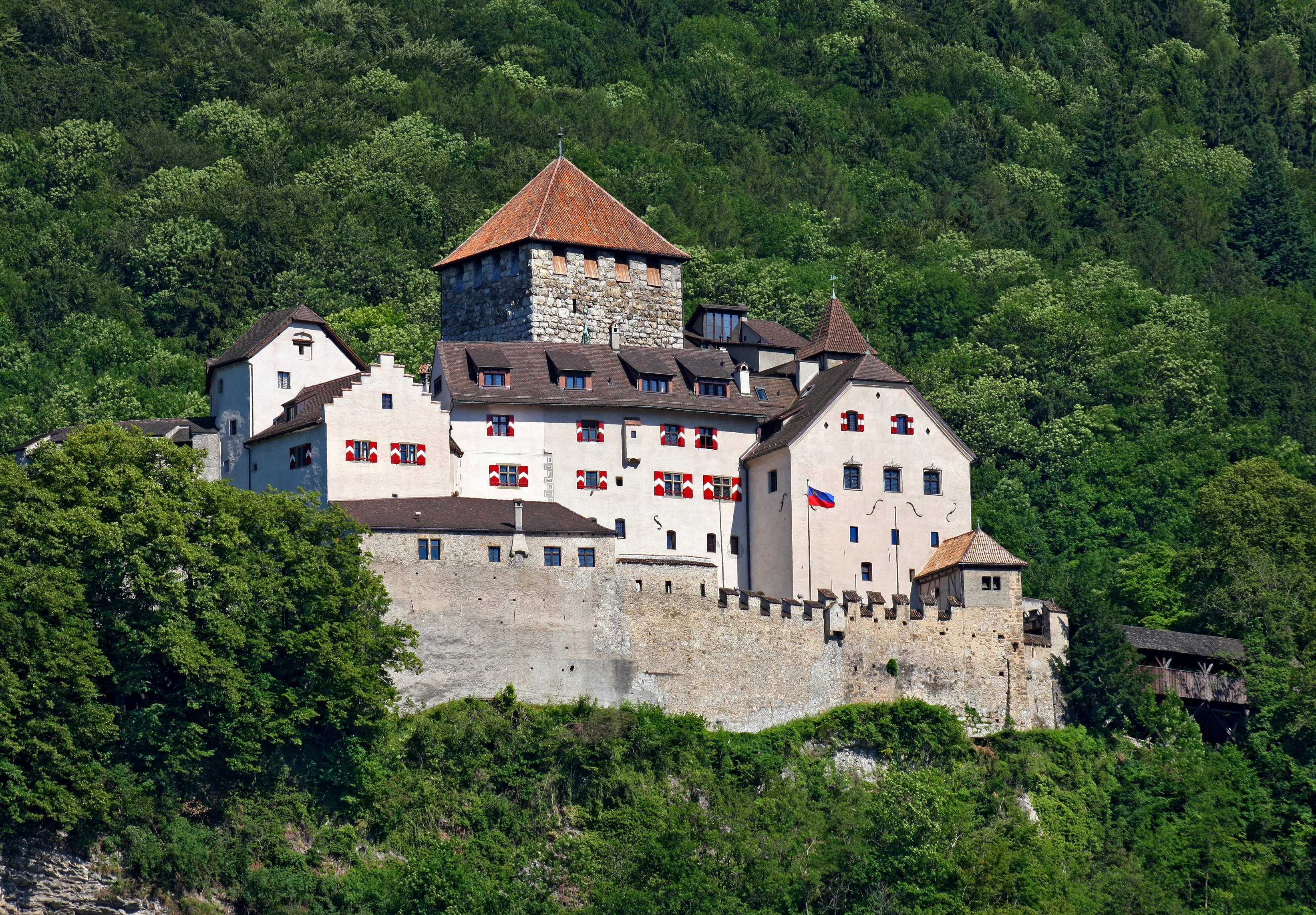
Zamek w Vaduz, siedziba Księcia Liechtensteinu

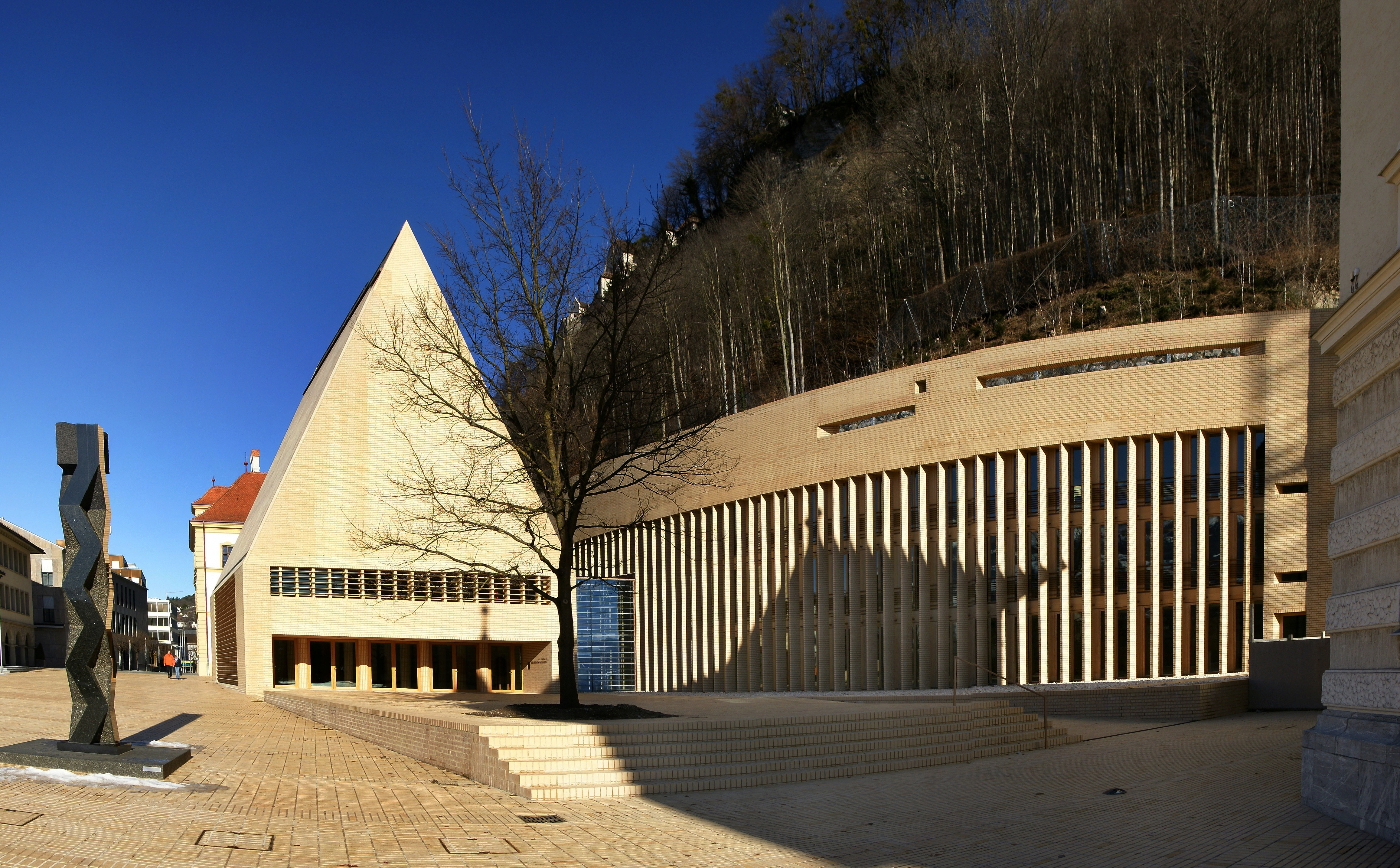
Budynek Landtagu w Vaduz

## Monarcha
Panujący monarcha sprawuje w Liechtensteinie władzę zwierzchnią i jest przedstawicielem państwa we wszystkich stosunkach międzynarodowych. Monarchą Liechtensteinu jest książę (niem. Fürst), a od 1989 roku jego funkcję pełni Jan Adam II Liechtenstein.
Panujący Książę może powierzyć władzę zwierzchnią pełnoletniemu następcy tronu z Domu Książęcego jako swojemu zastępcy (regentowi), jeżeli sam nie może jej tymczasowo sprawować lub w celu przygotowania go do objęcia tronu. Od roku 2004 funkcję regenta pełni najstarszy syn Jana Adama II – Alojzy. Tron księcia jest dziedziczony wyłącznie w linii męskiej, a szczegółowy sposób sukcesji jest ustalany przez Dom Książęcy w formie ustawy sukcesyjnej.
Książę nie podlega władzy sądowniczej oraz nie ponosi odpowiedzialności prawnej. Dotyczy to również każdego członka rodziny książęcej, który pełni funkcję regenta. Monarcha mianuje sędziów i może skorzystać z przysługującego mu prawa łaski, złagodzenia lub zmienienia prawomocnie orzeczonej kary.
Wszystkie ustawy, aby zyskać ważność, wymagają sankcji przez księcia, a odmowa podpisania ustawy oznacza weto absolutne. Panujący Książę ma prawo do zwoływania, zamykania i odraczania obrad Landtagu, a także do jego rozwiązania.
Książę powołuje premiera i rząd na wniosek Landtagu. Ponadto jeżeli rząd utraci zaufanie księcia, monarcha ma prawo do odwołania rządu i powołania rządu tymczasowego, który aby kontynuować swoje prace przed upływem czterech miesięcy musi uzyskać od Landtagu wotum zaufania.
Obywatele (co najmniej 1500 osób) mogą zgłosić do Landtagu umotywowany wniosek o wotum nieufności dla panującego monarchy. Landtag powinien na najbliższym posiedzeniu podjąć uchwałę dotyczącą tego wniosku i zarządzić referendum. Jeżeli wniosek o wotum nieufności zostanie przyjęty w drodze referendum, jest on przekazywany księciu do rozpatrzenia zgodnie z ustawą sukcesyjną.
14 marca 2003 roku w Liechtensteinie odbyło się referendum, w którym jedną z podejmowanych spraw była zmiana w konstytucji, prowadząca do znacznego wzmocnienia pozycji księcia w państwie. Ponad 64% obywateli zagłosowało wówczas za poszerzeniem praw monarchy i od tamtej pory uważa się, że książę Liechtensteinu posiada najszerszy zakres władzy pośród koronowanych głów Europy (nie licząc Watykanu).
1 lipca 2012 roku odbyło się natomiast referendum dotyczące ograniczenia prawa weta księcia, jednak proponowane zmiany zostały odrzucone większością – 76% głosów, a uprawnienia księcia pozostały niezmienione.

## Parlament
Parlament Liechtensteinu – Landtag, jest jednoizbowy. Landtag jest organem reprezentującym wszystkich obywateli państwa.
W skład Landtagu wchodzi dwudziestu pięciu deputowanych, którzy są wybierani w głosowaniu powszechnym, równym, tajnym i bezpośrednim, w proporcjonalnej ordynacji wyborczej. Regiony Unterland i Oberland tworzą oddzielne okręgi wyborcze, w których wystawiani są różni kandydaci zameldowani w tych regionach. Ze wszystkich deputowanych 15 przypada na Oberland i 10 na Unterland. Próg wyborczy wynosi 8%. Wybory zgodnie z konstytucją, muszą być organizowane w lutym lub marcu, ostatniego roku kadencji Landtagu, która trwa cztery lata. Deputowany może zostać wybrany do Landtagu wielokrotnie.
Uroczystej inauguracji nowego Landtagu dokonuje monarcha (osobiście lub przez pełnomocnika). Wszyscy nowo wybrani członkowie składają na jego ręce przysięgę. Podczas pierwszego posiedzenia każdego roku, któremu przewodniczy najstarszy wiekiem deputowany, Landtag, wybiera ze swego grona Przewodniczącego i jego zastępcę, na dany rok, których celem będzie kierowanie pracami Landtagu.
Zwyczajne posiedzenia Landtagu są zwoływane na początku każdego roku, na podstawie zarządzenia książęcego wskazującego miejsce, dzień i godzinę zgromadzenia. W ciągu roku posiedzenia Landtagu zarządza jego Przewodniczący. W przypadku objęcia tronu przez następcę, Landtag jest zobowiązany w ciągu trzydziestu dni zwołać nadzwyczajne posiedzenie w celu przyjęcia przysięgi Księcia, oraz złożenia mu przysięgi wierności.
Członkowie Landtagu głosują jedynie w zgodzie z przysięgą i przekonaniem. Nigdy nie ponoszą odpowiedzialności za swoje głosowanie, a za wypowiedzi na posiedzeniach Landtagu lub jego komisji odpowiadają wyłącznie przed Landtagiem i nigdy nie mogą zostać za nie pociągnięci do odpowiedzialności sądowej. Aby uchwała Landtagu była ważna, konieczna jest obecność co najmniej 2/3 deputowanych oraz bezwzględna większość głosów obecnych członków parlamentu.
Deputowani otrzymują z kasy państwa uposażenie oraz zwrot kosztów podróży określone ustawą.
Do najważniejszych funkcji parlamentu należą:
- współudział w procesie tworzenia prawa zgodnie z Konstytucją;
- współudział przy zawieraniu umów międzynarodowych;
- ustalanie rocznego budżetu oraz zatwierdzanie podatków i innych opłat publicznych;
- składanie wniosków i skarg oraz kontrolowanie administracji państwowej (rządu);
- wnoszenie oskarżenia do Trybunału Państwowego o naruszenie prawa przez członków rządu;
- podejmowanie uchwał o wotum nieufności wobec rządu lub jednego z jego członków.

Landtag odpowiada za kontrolę całej administracji, z wyłączeniem wymierzania sprawiedliwości przez sądy i uprawnień Księcia. Za kontrolę odpowiada między innymi powoływana przez parlament komisja kontroli. Parlament ma prawo powoływania komisji śledczych i jest do tego zobowiązany, jeżeli utworzenia takiej komisji zażąda co najmniej 1/4 deputowanych.
Parlament powołuje komisję finansów, która może zostać uprawniona do podejmowania uchwał w sprawie nabywania lub sprzedaży gruntów i nieruchomości wchodzących w skład majątku państwowego, jak również do udziału w zarządzaniu jego aktywami finansowymi.
Bez współudziału Landtagu nie może zostać uchwalona, zmieniona lub wejść w życie żadna ustawa. Jeżeli ustawa nie stanowi inaczej, wchodzi ona w życie po upływie ośmiu dni od ogłoszenia w dzienniku ustaw.
Landtag musi skontrolować potwierdzić roczny plan budżetowy rządu, obejmujący całość wydatków i dochodów, związanych z administracją państwową. Rząd zarządza majątkiem finansowym państwa zgodnie z zasadami ustalanymi w porozumieniu z Landtagiem i składa przed nim z tego sprawozdanie.

### Inicjatywa ustawodawcza
Inicjatywę ustawodawczą (prawo do wnoszenia projektów ustaw) w Liechtensteinie posiadają:
- Książę (inicjatywa w formie rządowych projektów ustaw);
- Landtag;
- Obywatele upoważnieni do głosowania:
  - 1000 obywateli lub 3 zgromadzenia gminne – w przypadku ustawy zwykłej lub żądania poddania ustawy pod referendum ludowe;
  - 1500 obywateli lub 4 zgromadzenia gminne – w przypadku ustawy zmieniającej Konstytucję (do czego wymagana jest zgoda Księcia), czy ratyfikowaną umowę międzynarodową, lub żądania referendum w sprawie rozwiązania Landtagu.

### Komisja Krajowa
Komisja Krajowa jest organem powoływanym na okres, w którym Landtag nie obraduje, z powodu zamknięcia obrad, odroczenia obrad lub rozwiązania Landtagu. Funkcjonuje ona do ponownego zebrania się Landtagu. W skład Komisji Krajowej wchodzą dotychczasowy Przewodniczący Landtagu (czasem również zastępca) oraz czterej członkowie Landtagu wybierani w równych proporcjach spośród deputowanych Oberlandu i Unterlandu, podczas ostatniego posiedzenia zgromadzenia.

## Rząd

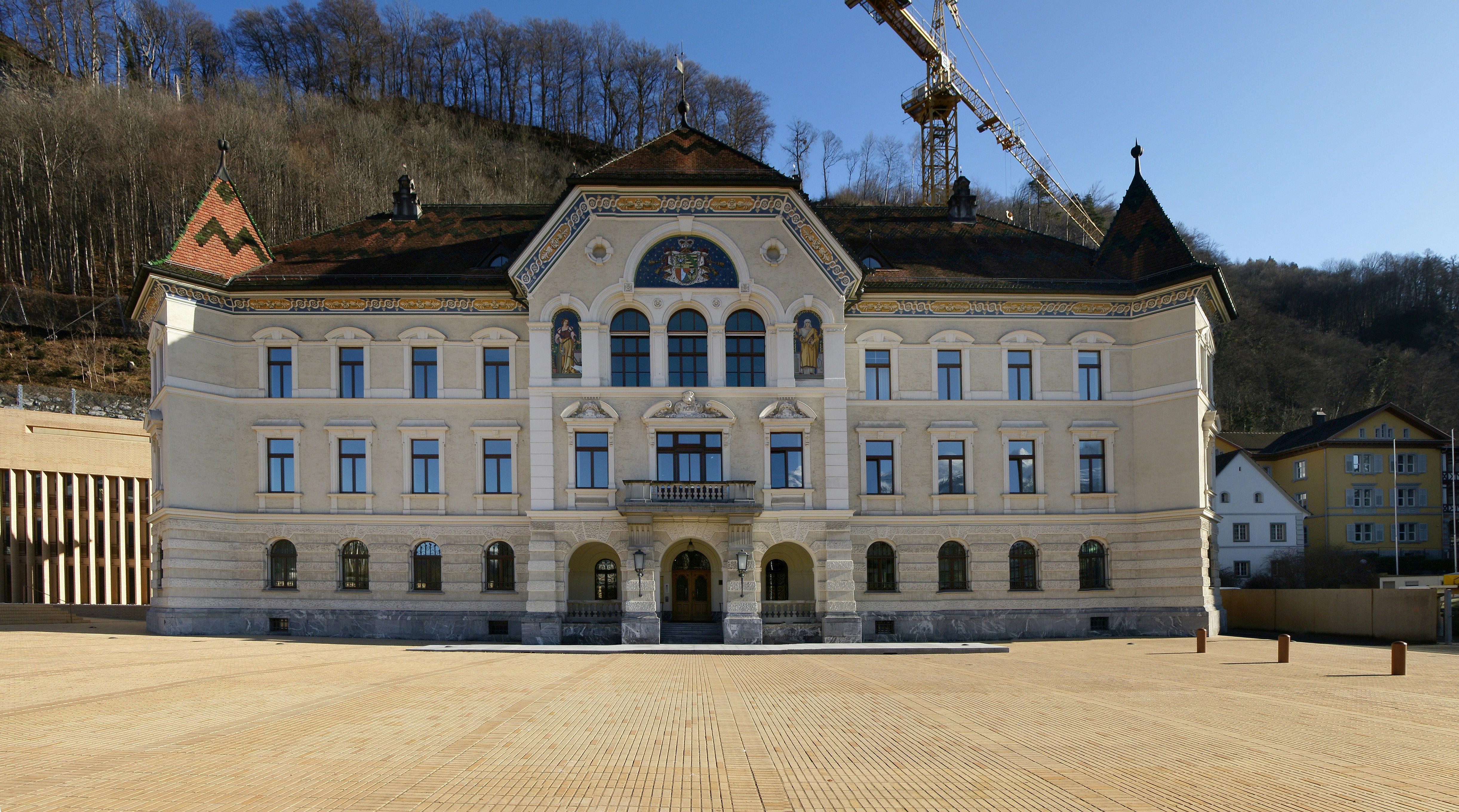
Siedziba rządu w Vaduz

Rząd Liechtensteinu kieruje administracją państwową i ponosi odpowiedzialność przed Księciem i Landtagiem, jednak Landtag nie może wyrazić mu wotum nieufności. Rząd może tworzyć komisje specjalne rozstrzygające skargi dot. rządu, a także przekazywać część określonych zadań do wykonania funkcjonariuszom państwowym, urzędom państwowym lub komisjom specjalnym.
W skład rządu wchodzą Premier i czterech radców rządowych (ministrów). Rząd powoływany jest przez Księcia na wniosek Landtagu. Razem ze składem rządu powoływani są także zastępca premiera i zastępcy każdego z radców rządowych, którzy zastępują ich w przypadku niemożności uczestnictwa w posiedzeniu rządu. Jeden z czterech radców rządowych jest mianowany przez księcia wicepremierem.
Członkowie rządu muszą być obywatelami Liechtensteinu i muszą mieć prawo kandydowania do Landtagu. Rząd musi być powoływany w taki sposób, aby każdy z regionów (Unterland i Oberland) posiadał co najmniej dwóch przedstawicieli w rządzie. Kadencja rządu wynosi cztery lata.
Rząd część swoich funkcji sprawuje jako organ kolegialny, a część w ramach resortów. Wszystkie ważniejsze sprawy przekazane rządowi do rozpatrzenia, a w szczególności rozpatrzenie spornych spraw administracyjnych są przedmiotem obrad i uchwał rządu. Żeby uchwała rządu był ważna wymagana jest obecność co najmniej czterech członków rządu i większość głosów członków kolegium. W wypadku równości głosów, decyzję ostateczną podejmuje Premier. Posiedzenia rządu są protokołowane przez wyznaczonego sekretarza rządu. Rząd ma obowiązek realizacji wszystkich ustaw oraz zgodnych z prawem poleceń Księcia lub Landtagu.
Do zadań rządu należy:
- nadzór nad wszystkimi podległymi organami i pracownikami;
- przydzielanie personelu niezbędnego do funkcjonowania rządu i podległych mu organów;
- nadzór nad więźniami oraz zwierzchni nadzór nad traktowaniem podejrzanych w areszcie śledczym;
- zarządzanie nieruchomościami państwowymi;
- opracowanie rządowych projektów ustaw wnoszonych do Landtagu i opiniowanie projektów przekazanych mu w tym celu przez parlament;
- zarządzanie pilnymi wydatkami;
- sporządzanie rocznego sprawozdania z działań urzędowych, przedkładanego Landtagowi;
- nadzór nad zgodną z prawem i nieprzerwaną działalnością sądów powszechnych;

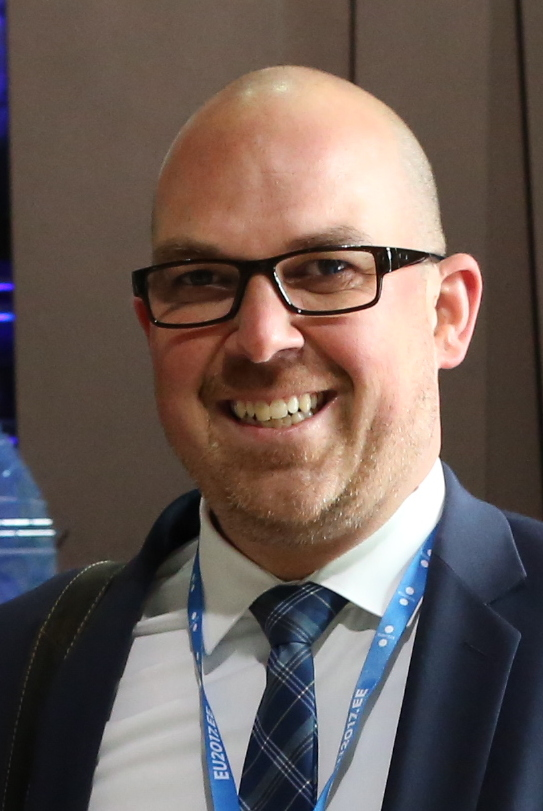
Premier Liechtensteinu – Daniel Risch

### Premier
Premier przewodniczy rządowi i pełni funkcje powierzone mu bezpośrednio przez monarchę, kontrasygnuje dekrety i rozporządzenia Księcia (także regenta), podpisuje opracowane kolegialnie dekrety i zarządzenia wydawane przez rząd oraz bezpośrednio kontroluje pracę rząd. Premier składa przysięgę na ręce Księcia, a pozostali członkowie rządu są zaprzysięgani przez Premiera.
Premier realizuje wszystkie uchwały rządu. Jedynie w przypadku, jeżeli uważa, iż uchwała narusza obowiązujące ustawy lub rozporządzenia, ma prawo wstrzymać jej wykonanie, jednakże ma przy tym obowiązek niezwłocznego powiadomienia Trybunału Administracyjnego, który rozstrzyga o wykonaniu uchwały.
Od 2021 roku funkcję Premiera Liechtensteinu pełni Daniel Risch, z ugrupowania VU.

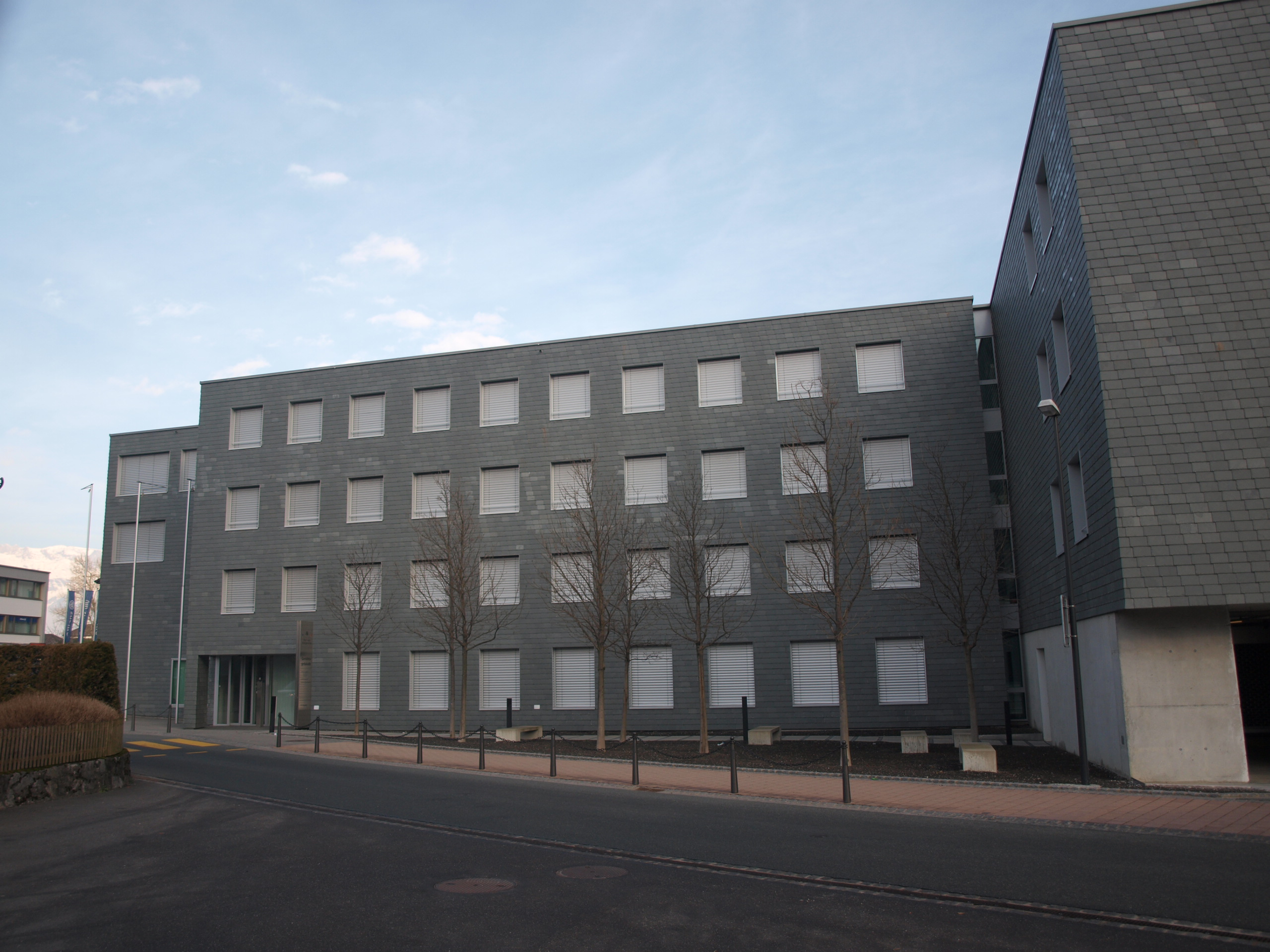
Sąd Krajowy w Vaduz

## Władza sądownicza
Wymiar sprawiedliwości jest sprawowany w imieniu Księcia i Narodu, przez sędziów.
Sędziowie w granicach swej władzy określonej prawem i w postępowaniu sądowym są niezależni w sprawowaniu swojego urzędu. Są zobowiązani do przedstawienia uzasadnień do swoich orzeczeń i wyroków.

### Sposób wyboru sędziów
Książę i Landtag tworzą wspólną komisję wybierającą sędziów, której przewodniczy z głosem rozstrzygającym monarcha. Landtag mianuje po jednym deputowanym z każdej partii posiadające reprezentantów w Landtagu i taką samą liczbę przedstawicieli w komisji mianuje Książę. Obrady komisji są tajne.
Kandydaci mogą być rekomendowani przez komisję Landtagowi tylko za zgodą Księcia. Jeżeli Landtag poprze rekomendowanego kandydata, jest on mianowany przez monarchę na sędziego.
Sędzia mianowany na czas określony sprawuje urząd aż do zaprzysiężenia swojego następcy.
Większość sędziów posiada obywatelstwo Liechtensteinu, jednak z powodu niewielkiej liczby ludności państwa istnieje możliwość powołania na sędziego zagranicznych prawników (najczęściej ze Szwajcarii i Austrii)

### Sądy powszechne
| Pierwsza instancja | Książęcy Sąd Krajowy w Vaduz        |
| Druga instancja    | Książęcy Wyższy Sąd Krajowy w Vaduz |
| Trzecia instancja  | Książęcy Sąd Najwyższy              |

Postępowanie w sprawach cywilnych należy prowadzić według zasad: ustności, bezpośredniości oraz swobodnej oceny dowodów. W sprawach cywilnych sądownictwo powszechne w pierwszej instancji jest sprawowane w jednoosobowych składach sędziowskich wybieranych spośród sędziów. W Wyższym Sądzie Krajowym i Sądzie Najwyższym sprawy rozpatrywane są w kolegialnych składach sędziowskich.
Postępowanie w sprawach cywilnych należy prowadzić według zasad: ustności, bezpośredniości, swobodnej oceny dowodów i oskarżenia publicznego. W sprawach karnych wymiar sprawiedliwości sprawowany jest w pierwszej instancji przez Sąd Krajowy.
Prezes Sądu Krajowego, sprawuje nadzór nad działalnością sędziów Sądu Krajowego. Prezes Sądu Wyższego sprawuje nadzór na Prezesem Sądu Krajowego oraz nad działalnością sędziów Sądu Wyższego. Prezes Sądu Najwyższego sprawuje nadzór nad Prezesem Sądu Wyższego oraz nad działalnością sędziów Sąd Najwyższego, a także władzę dyscyplinarną nad wszystkimi sędziami. Specjalna Izba Sądowa, składająca się z trzech sędziów Sądu Najwyższego, sprawuje nadzór i władzę dyscyplinarną nad Prezesem Sądu Najwyższego.

### Trybunał Administracyjny
Trybunał administracyjny jest sądem administracyjnym. Składa się z pięciu sędziów oraz pięciu zastępców. Okres sprawowania funkcji sędziów oraz zastępców sędziów Trybunału Administracyjnego wynosi 5 lat. Pięciu sędziów wybiera corocznie ze swojego grona przewodniczącego i jego zastępcę.
Wszystkie decyzje lub zarządzenia rządu oraz komisji specjalnych działających w zastępstwie rządu mogą zostać zaskarżone do Trybunału Administracyjnego.

### Trybunał Państwowy
Jest to organ złożony z prezydenta i 4 członków wybieranych przez parlament na 5 lat. Na wybór danej osoby na stanowisko prezydenta Trybunału Państwa, zgodę wyrazić musi Książę. Trybunał jest sądem konstytucyjnym i jego najważniejsze zadanie to badanie zgodności ustaw z konstytucją oraz aktów prawnych niższego stopnia z aktami wyższego stopnia. Poza tym orzeka:
- o odpowiedzialności członków rządu za naruszenie konstytucji i ustaw;
- o sporach kompetencyjnych na linii sądy – organy administracji;
- o ewentualnych skargach na niezgodny z prawem przebieg wyborów parlamentarnych.

## Władze lokalne
Zgromadzenie gminne, czyli zgromadzenie obywateli danej gminy, wybiera spośród swoich członków naczelnika gminy (burmistrza) oraz radę gminy. Gmina samodzielnie zarządza majątkiem gminnym oraz kieruje gminną policją pod nadzorem rządu.
Każdy obywatel, który ukończył 18. rok życia i nie został pozbawiony praw wyborczych, może głosować w sprawach gminnych, swojej gminy.
| Gmina        | Naczelnik                |
| Balzers      | Büchel Hansjörg          |
| Eschen       | Tino Quaderer            |
| Gamprin      | Johannes Hasler          |
| Mauren       | Freddy Kaiser            |
| Planken      | Beck Rainer              |
| Ruggell      | Maria Kaiser-Eberle      |
| Schaan       | Daniel Hilti             |
| Schellenberg | Norman Wohlwend          |
| Triesen      | Daniela Wallenzhorn-Erne |
| Triesenberg  | Christoph Beck           |
| Vaduz        | Manfred Bischof          |

## Referendum
Referendum krajowe dotyczące zwykłej ustawy może zostać zarządzone przez Landtag na wniosek co najmniej 1000 obywateli lub trzech zgromadzeń gminnych. Referendum zmieniające Konstytucję lub ratyfikowane umowy międzynarodowe, wymaga wniosku podpisanego przez co najmniej 1500 obywateli lub czterech zgromadzeń gminnych.

## Zmiana ustroju
Co najmniej 1500 obywatelom państwa przysługuje prawo do zgłoszenia inicjatywy zniesienia monarchii. W przypadku przyjęcia takiej inicjatywy przez naród, Landtag ma obowiązek opracowania nowej konstytucji opartej na zasadzie republikańskiej oraz poddania jej najwcześniej po roku, a najpóźniej po dwóch latach, pod referendum. Panującemu Księciu przysługuje prawo do przedłożenia pod to samo referendum własnego projektu nowej konstytucji.

## Główne siły polityczne

Logo Postępowej Partii Obywatelskiej

Liechtenstein jest od początku istnienia systemu partyjnego (od 1920 roku) zdominowany przez dwa ugrupowania:
- Postępowa Partia Obywatelska (skr. FBP, niem. Fortschrittliche Bürgerpartei) – centroprawicowa partia, założona w 1918 roku. Jej członkowie nieprzerwanie zasiadają w ławach Landtagu od 1920 roku. Najwięcej przedstawicieli w Landtagu posiadali w kadencji 1930-1932, było ich piętnastu, co stanowiło wówczas 100% Landtagu. Sześciokrotnie rządzili samodzielnie, a 21 razy tworzyli rządy koalicyjne. W mniejszości znaleźli się zaledwie cztery razy. Aktualnie (2021-2025) posiadają 10 deputowanych w parlamencie i tworzą koalicyjny rząd z Unią Patriotyczną.

Logo Unii Patriotycznej

- Unia Patriotyczna (skr. VU, niem. Vaterländische Union) – partia centrum, założona w 1936 roku, jako przekształcenie istniejącej od 1918 roku Chrześcijańsko-Społecznej Partii Ludowej (skr. VP) i istniejącej od 1933 roku Liechtensteińskiej Służby Ojczyźnie (skr. LHD). Jej członkowie zasiadają w ławach Landtagu od powstania partii (1936 r.). Samodzielnie rządzili tylko raz, ale 21 razy rządzili w opozycji. W mniejszości znaleźli się tylko raz. Aktualnie (2021-2025) posiadają 10 deputowanych w parlamencie i tworzą koalicyjny rząd z Postępową Partią Obywatelską.

W obecnej kadencji Landtagu znalazły się jeszcze dwa młodsze ugrupowania:
- Wolna Lista (skr. FL, niem. Freie Liste) – centrolewicowa partia, założona w 1986 roku. Partia prowadzi program w oparciu o socjaldemokrację i „zieloną politykę”. W parlamencie posiada aktualnie (2021-2025) trzech deputowanych.
- Demokraci Liechtenstein (skr. DPL, niem. Demokraten pro Liechtenstein) – prawicowa partia, założona w 2018 roku. W parlamencie posiada aktualnie (2021-2025) dwóch deputowanych.

Ponadto w Liechtensteinie funkcjonuje jeszcze ugrupowanie Niezależni (skr. DU, niem. Die Unabhängigen) – prawicowa partia, założona w 2013 roku, która posiadała reprezentantów w Landtagu w latach 2013-2021, ale w wyborach w 2021 roku nie przekroczyła progu wyborczego.